# Clothilde Bingel
Clothilde Bingel (Engels: Charity Burbage) is een personage uit de Harry Potter-boeken van J.K. Rowling. Ze gaf tot de zomer van 1997 les in het vak Dreuzelkunde op de toverschool Zweinstein.
In het zevende boek wordt Bingel gedood door Heer Voldemort door middel van de Vloek des Doods. Ze werd vastgehouden in Villa Malfidus, dat Voldemort en zijn Dooddoeners als tijdelijk hoofdkwartier gebruikten. Waarschijnlijk werd Bingel ontvoerd door Dooddoeners en is ze niet zelf opgestapt bij Zweinstein, zoals vaak wordt beweerd.
De opvolgster van Bingel als Dreuzelkundeleraar is een Dooddoener, genaamd Alecto Kragge. Zij wordt in het voorjaar van 1998 echter uitgeschakeld door Harry Potter in de leerlingenkamer van Ravenklauw, evenals haar broer Amycus. Wie na Bingel en Kragge het vak overneemt als leraar of lerares Dreuzelkunde is niet bekend.